# NGC 130
NGC 130 è una galassia lenticolare situata nella costellazione dei Pesci.
È stata scoperta il 4 novembre 1850 dall'ingegnere irlandese Bindon Stoney, che nello stesso giorno scoprì anche NGC 126 e NGC 127.

## Gruppo di NGC 128
NGC 130 fa parte del Gruppo di NGC 128, un raggruppamento di galassie che include NGC 125, NGC 126, NGC 127 e NGC 128, oltre a UGC 275, UGC 277, UGC 281, UGC 282, UGC 283, MCG 00-02-45 e MCG 00-02-47.
Anche se fanno parte dello stesso gruppo, la differenza nelle velocità di recessione tra NGC 125 e NGC 128, che è superiore a 1000 km/h, rende poco probabile che esse siano particolarmente vicine; invece il valore simile di redshift tra NGC 125 e NGC 126 depone a favore di una loro contiguità. Esiste un ponte di materia tra NGC 127 e NGC 128 creato dalla forte attrazione gravitazionale tra le due galassie.